# アビアンカ・コスタリカ
アビアンカ・コスタリカ（Avianca Costa Rica）は、コスタリカの首都サンホセを拠点とする航空会社。アビアンカ航空の子会社である。

## 概要
1945年、LACSAとして設立された。1998年、TACA航空グループに加わった。2010年、TACAとアビアンカの合併に伴い現社名となった。
運航機材はエアバスA319とエアバスA320である。